# Leggogovia pabsgarnoni
Leggogovia pabsgarnoni is een hooiwagen uit de familie Neogoveidae. De originele naamcombinatie (protoniem) was Paragovia pabsgarnoni Legg, 1990.